# Platon (imię)
Platon – imię męskie pochodzenia greckiego oznaczający „barczysty”. Przydomkiem tym nazwano filozofa Arystoklesa, znanego jako Platon z Aten. Patronami tego imienia są dwaj święci.
Imię pojawiało się rzadko w XIX w., a częściej występowało u unitów. W styczniu 2025 r. w rejestrze PESEL, wśród publicznie dostępnych danych dotyczących osób żyjących, wykazano 1254 mężczyzn o imieniu Platon nadanym jako imię pierwsze. Dla porównania imię Piotr, najczęściej nadane imię męskie, występuje 686017 razy.
Od Platona pochodzi żeńskie imię Platonida.
W innych językach:
- łacina – Plato, Platon
- włoski – Platone.

Platon imieniny obchodzi 4 kwietnia na pamiątkę opata z Bitynii.

## Mężczyźni o imieniu Platon
- Płaton I – metropolita moskiewski
- Płaton Zubow – polityk rosyjski
- Święty Platon – igumen z Konstantynopola.